# Calexico (California)
Calexico es una ciudad fronteriza situada en el condado de Imperial, en el estado estadounidense de California, al norte de Baja California. Debe su nombre a la combinación de «California» y «México», por lo que sigue su misma pronunciación con [j] /caléjico/ y significa «lugar donde termina California y empieza México», ya que es frontera con Mexicali, que es la ciudad más septentrional de México.
Calexico es la ciudad de Estados Unidos con el porcentaje más alto de habitantes hispanos, un 85 %. Es la única ciudad del país en la que su economía se sostiene en un 80 % de la población mexicalense. De acuerdo al censo del 2000, la ciudad consta con una población de 27.109 hab. Calexico delimita al sur con la ciudad de Mexicali (Baja California, México).

## Geografía y acceso
Calexico está localizado en 32° 40' 42" Norte, 115º 29' 53" Oeste (32.678246, -115.497997).
De acuerdo con la Oficina del Censo de EE. UU., la ciudad tiene un área total de 16,1 km².  Calexico está localizado a 370 km al sureste de Los Ángeles, 201 km al este de San Diego, 418 km al oeste de Phoenix, 112 km al oeste de Yuma, Arizona y adjunta a la ciudad de Mexicali (Baja California, México).
La ubicación de Calexico suministra acceso fácil de noche para los puertos de transportes hacia Long Beach, y Ensenada, Baja California, México.
La ubicación estratégica de Calexico es vista por muchos como la conexión con el interior de México y los mercados por la costa oeste de los EE. UU. y Canadá. 
Las carreteras 98 y 111 del Estado de California cruzan por Calexico, las cuales tienen conexión directa con la carretera interestatal 8 (11,3 km al norte) y con la carretera estatal 86. Hay 18 cargadores regulares e irregulares para el manejo de carga intraestatal e interestatal en Calexico.
El servicio de ferrocarril es suministrado por la Southern Pacific Railroad, que conecta a la línea principal que se conecta con Portland en Oregón, Rock Island, Tucumcari, St. Louis, y Nueva Orleans.
Dentro de los límites de la ciudad se encuentra el Aeropuerto Internacional de Calexico (CXL), que cuenta con un puento de revisión del Departamento de Aduanas y Protección Fronteriza de EE. UU. Este aeropuerto recibe vuelos privados y de carga entrando a Estados Unidos desde México.
Los vuelos regulares de pasajeros y carga con destino a Los Ángeles (LAX), Phoenix (PHX), y otros puntos en Arizona, están disponibles en el Aeropuerto del Condado de Imperial (IPL) localizado 27 km al norte.

## Historia
Calexico empezó como un desarrollo de la Imperial Land Company y ha crecido, convirtiéndose en una ciudad incorporada sobre la frontera Estados Unidos-México.
Antes de la eliminación de la Ley Volstead, Calexico era primordialmente un pueblo de entretenimiento de fin de semana visitado por los trabajadores del Condado de Imperial en búsqueda de diversión y juegos, salas de baile, y bares en la ciudad adjunta de Mexicali, que estaba afuera de Estados Unidos y no fue afectada por la Ley Volstead. 
La ciudad moderna de Calexico ahora cuenta con cientos de acres de parques industriales e incentivos comerciales y de negocios para el crecimiento industrial.
Creación de Calexico: 1900
Incorporación: 1908

## Gobierno de Calexico
La Ciudad de Calexico opera bajo una forma de gobierno constando de un cabildo y un administrador (City Council/City Manager). El cabildo consiste de cinco miembros, elegidos por términos de cuatro años. El alcalde y el alcalde protémpore son elegidos por los miembros del cabildo y cambian anualmente.
El alcalde dirige en las juntas del cabildo, donde todas las políticas y leyes de la ciudad son aprobadas. Los miembros del cabildo de Calexico establecen las políticas y crean comités para estudiar las necesidades presentes y futuras de Calexico.

## Educación
Calexico ofrece escuelas privadas y públicas que son reconocidas nacionalmente, con programas de estudio de Primaria, Secundaria, y Preparatoria que han ganado premios. La educación superior está disponible en el Campus de la Universidad Estatal de San Diego, y en el Imperial Valley College. 
El Distrito Escolar Unificado de Calexico gestiona las escuelas públicas.
Escuelas públicas:
- Blanche Charles Elementary School
- Dool Elementary School
- Kennedy Gardens Elementary School
- Mains Elementary School
- Rockwood Elementary School
- Jefferson Elementary School
- De Anza Jr. High School
- Enrique ¨Kiki¨ Camarena Jr. High School
- William Moreno Junior High School
- Calexico High School
- Robert Morales Adult Basis Education School
- Aurora High School

Escuelas privadas:
- Vincent Memorial Catholic High School
- Our Lady of Guadalupe School
- Calexico Mission School

Universidades:
- Universidad Estatal de San Diego
- Imperial Valley College External Center

## Hermanamientos[2]
- Mexicali